# Avanti Martinetti
Pour les articles homonymes, voir Martinetti (homonymie).
Avanti Martinetti (né le 3 décembre 1904 à Lausanne et mort le 12 octobre 1970 à Paris)
est un coureur cycliste italien. 

## Biographie
Né en Suisse, de parents originaires de la vallée de la Strona, plus précisément de Massiola, un petit village situé dans l'actuel Verbano-Cusio-Ossola.  Avanti Martinetti était considéré comme l'une des plus grandes promesses du cyclisme sur piste dans la seconde moitié des années 1920. Encore amateur, il remporte le Champion du monde de vitesse amateur en 1926. Il a été cinq fois champion d'Italie de cette discipline entre 1931 et 1937.
Avanti Martinetti se retire de la compétition en 1938 et meurt à Paris à l'âge de 65 ans.

## Palmarès
- 1925
  - Grande Finale de la Médaille[2]
  - Grand Prix de l'Armistice
- 1926
  -  Champion du monde de vitesse amateur
  - Grand Prix de l'Armistice
- 1927
  - Grand Prix du Conseil municipal
- 1928
  - Grand Prix de l'UCI
- 1930
  - 3e des Championnats des États-Unis de vitesse[3]
- 1931
  -  Champion d'Italie de vitesse
- 1932
  -  Champion d'Italie de vitesse
- 1933
  -  Champion d'Italie de vitesse
- 1934
  - 2e des Six jours de Détroit
- 1935
  - 3e des Six jours de Buffalo
- 1936
  -  Champion d'Italie de vitesse
- 1937
  -  Champion d'Italie de vitesse